# Норфок (Небраска)
Норфок (енгл. Norfolk) град је у америчкој савезној држави Небраска.

## Демографија
По попису из 2010. године број становника је 24.210, што је 694 (3,0%) становника више него 2000. године.
| Група             | 2000.          | 2010.          |
| Белци             | 20.834 (88,6%) | 20.148 (83,2%) |
| Афроамериканци    | 272 (1,2%)     | 397 (1,6%)     |
| Азијати           | 114 (0,5%)     | 135 (0,6%)     |
| Хиспаноамериканци | 1.790 (7,6%)   | 2.939 (12,1%)  |
| Укупно            | 23.516         | 24.210         |